# LHS 475 b
LHS 475 b é um exoplaneta localizado a 40,7 anos-luz de distância da Terra na constelação de Octans que orbita a estrela LHS 475. Foi o primeiro exoplaneta que foi confirmado pelo Telescópio James Webb, com sua descoberta sendo anunciada em janeiro de 2023.

## Características físicas
LHS 475 b tem um raio equivalente à 99% do raio terrestre e uma massa equivalente à 91,4% da massa terrestre. Completa uma órbita em torno de sua estrela em cerca de 2 dias e muito provavelmente é travado por maré. Ainda não se sabe se o planeta tem uma atmosfera. É possível que, de fato, não tenha, mas existem algumas composições atmosféricas que não foram descartadas, como uma atmosfera composta por 100% de dióxido de carbono, que é difícil de ser detectada. Pelo fato de ser bastante quente, com uma temperatura de 313ºC, se forem detectadas nuvens em sua superfície, isso pode sugerir que o LHS 475 b é parecido com Vênus, que possui uma atmosfera formada por dióxido de carbono envolta por nuvens espessas.

## Descoberta e observação
O telescópio Transiting Exoplanet Survey Satellite (TESS) indicava a existência de um exoplaneta ao redor da estrela LHS 475 através de informações de trânsito.

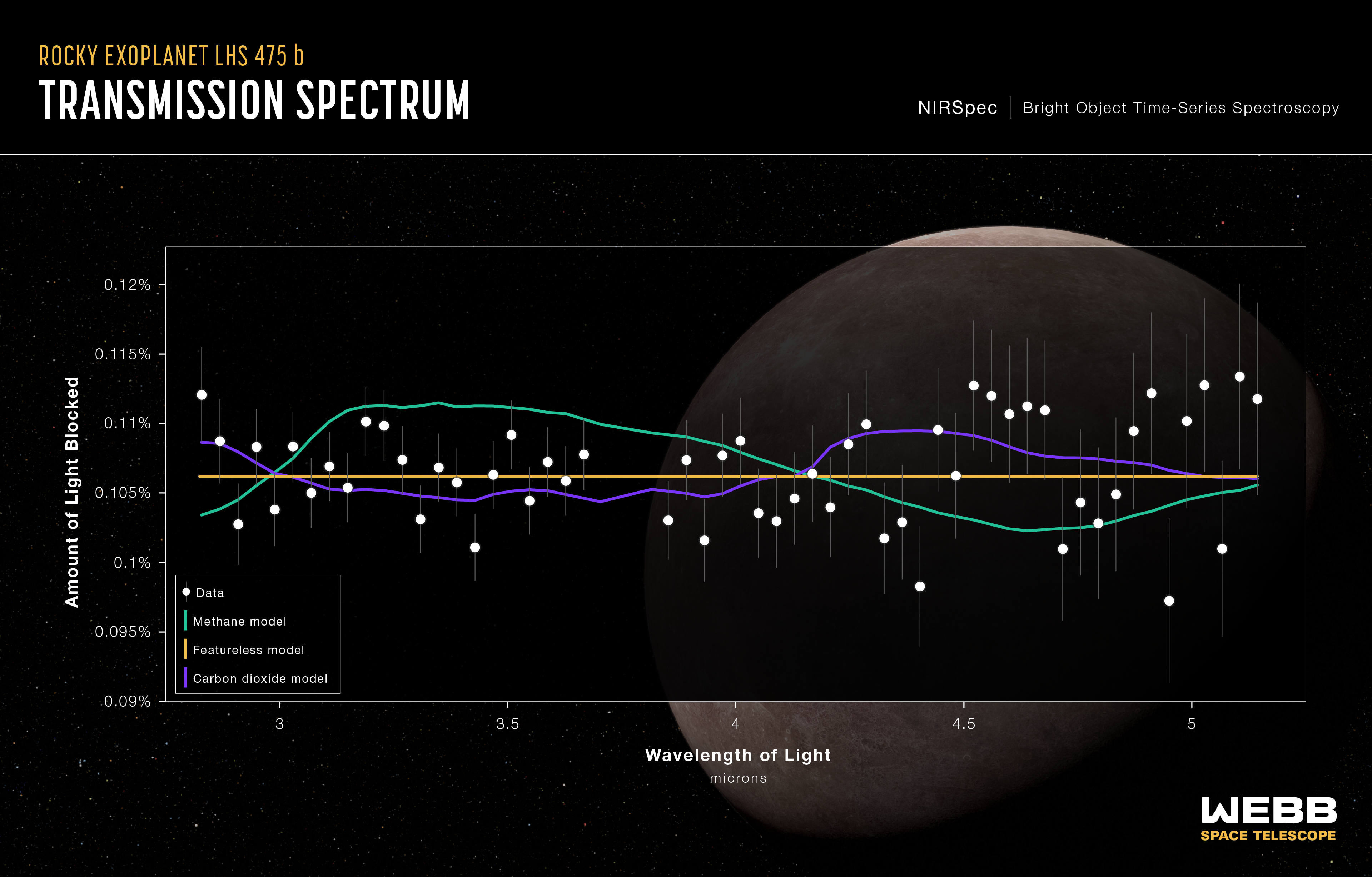
Espectro de transmissão de LHS 475 b do NIRSpec.

Em 31 de agosto de 2022, o instrumento NIRSpec do Telescópio James Webb capturou o exoplaneta com apenas duas observações de trânsito e observou o seu espectro de transmissão. A confirmação de LHS 475 b pelo telescópio espacial James Webb foi publicada em 11 de janeiro de 2023.